# ドモ県
ドモ県（ドモけん）は、中華人民共和国チベット自治区シガツェ市に位置する県。ヤートン（中国語: 亚东）とも。

## 地理
インド・ブータン国境を南東・南西にそれぞれ抱える要衝の地である。特にラサからシガツェ市サムドゥプツェ区・ギャンツェ県を経由してシッキムのガルトクに至る交通路の門戸をなしている。

## 歴史
1893年にイギリスは清と条約を結び、翌年からこの地に市場を作る権利を獲得している:213。この権利は1947年のインド独立と共にインドに引き継がれた:309。1950年の中国チベット侵攻（チャムドの戦い）の際には、ダライ・ラマ14世が一時的な避難場所として使っている:315。その後も、チベットからインドへの脱出経路として使われた:330。

## 行政区画
2鎮、5郷を管轄：
- 鎮：下司馬鎮、帕里鎮
- 郷：下亜東郷、上亜東郷、康布郷、堆納郷、吉汝郷